# Radama II

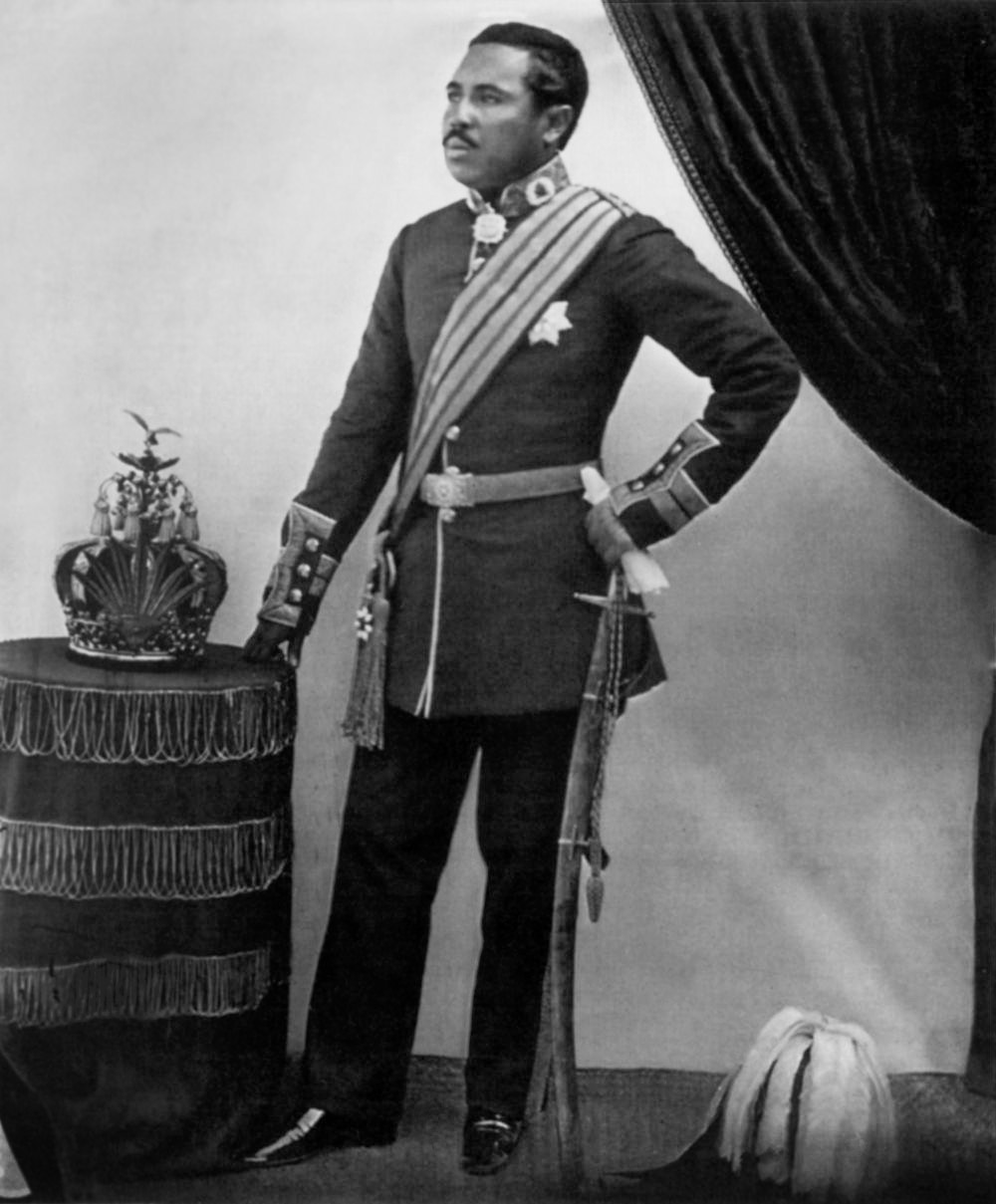
Radama II.

Radama II, född 23 september 1829, död 12 maj 1863 i Antananarivo, Madagaskar, var kung av Madagaskar från 16 augusti 1861 till sin död. Innan han kröntes till kung hette han prins Rakoto. Hans föregångare på tronen var hans mor Ranavalona I. Hans far var officiellt Radama I, men denne avled mer än nio månader före hans födsel. Hans verkliga far var troligen Andrianmihaja, en officer som var hans mors älskare.
Ranavalona I hade strikt försökt hålla utländska krafter och kristendomen från ön. År 1857 hade Radama (då prins Rakoto) varit inblandad i ett misslyckat kuppförsök mot sin mor. När han blev kung öppnade Radama II upp landet igen och slöt vänskapsavtal med fransmännen och britterna samt avslutade förföljelsen av kristna, varpå kristna missionärer återvände till landet. 
Vissa ogillade Radamas reformer, bland andra premiärminister Rainivoninahitriniony, och kungen mördades 1863 och efterträddes på tronen av sin hustru, Rasoherina. Hon gifte sig senare med premiärministern Rainilaiarivony. Han var senare gift med hennes efterträdare och var Madagaskars verkliga makthavare efter Radamas död.